# Allopauropus fagei
Allopauropus fagei är en mångfotingart som beskrevs av Paul Auguste Remy 1941. Allopauropus fagei ingår i släktet småfåfotingar, och familjen fåfotingar. Inga underarter finns listade i Catalogue of Life.